# Samarî, Șîșakî
Samarî (în ucraineană Самари) este un sat în comuna Velîkîi Pereviz din raionul Șîșakî, regiunea Poltava, Ucraina.

## Demografie
Componența lingvistică a localității Samarî
     Ucraineană (94,02%)
     Alte limbi (0,54%)
Conform recensământului din 2001, majoritatea populației localității Samarî era vorbitoare de ucraineană (94,02%), existând în minoritate și vorbitori de alte limbi.